# Партизански отряд „Христо Кърпачев“
Партизански отряд „Христо Кърпачев“ е подразделение на Единадесета Плевенска въстаническа оперативна зона на НОВА по време на партизанското движение в България (1941 – 1944). Действа в района на Ловеч и Троян

## Партизански отряд „Христо Кърпачев“

### Първите партизани
Комунистическото съпротивително движение в Ловешко-Троянския край по време на Втората световна война започва в началото на юли 1941 г. с решение на Околийския комитет на БРП (к). В началото на септември 1941 г. в Ловешка околия се провежда акция по разпръскване на антивоенни позиви в с. Лъжене (дн. Чавдарци), с. Крушуна, с. Дойренци, с. Дренов, с. Деветаки, казармата на 34-ти пехотен троянски полк в Ловеч и др. Ловешката полиция започва арести на членове на нелегалните БРП(к) и РМС. Първият застрашен е студентът Моньо Минев (от с. Крушуна). На 5 септември 1941 г. е принуден да премине в нелегалност и става първият партизанин в Ловешко. Във връзка с провал при пренасяне на материали за нелегална печатница на 28 октомври 1941 г. преминава в нелегалност Христо Кърпачев (от с. Надежда, дн. Кърпачево), на 11 ноември 1941 г. Дочо Шипков (от гр. Ловеч) и към края на ноември 1941 г. Марин Пенков (от с. Българене). Така още през ноември 1941 г. в Ловешка околия се сформира първата бойна комунистическа партизанска единица. Първите партизани създават мрежа от ятаци. Христо Кърпачев организира подготовката и издаването на нелегалния партизански вестник „Истина“. Първият брой излиза през ноември 1941 г.
През февруари 1942 г. в Ловешката смесена гимназия „Цар Борис III“ след провал са задържани от полицията 60 ученици членове на РМС. За да не бъдат арестувани, ремсовите ръководители Христо Добрев (от с. Драгана) и Иван Дочев (от с. Абланица) преминават в нелегалност. През февруари-март същата година ги последват: Тодор Табаков (от с. Горно Павликене), Стефан Ангелов (от гр. Ловеч), Петър Нешев и Дочо Бочевски (от с. Угърчин); през април-август, Цанко Патарински (от с. Угърчин), Мишо Цонев, Винчо Христов и Недялко Христов (от с. Брестово), Цоко Колев (от с. Драгана), Димитър Любенов (от с. Осма Калугерово, дн. с. Асеновци), Стоян Едрев (от с. Радювене), Драгомир Пенчовски (от с. Горско Сливово), Цанко Фиденков (от с. Голец), Васил Ватев (от с. Калейца), Михаил Михалев (от с. Дойренци); през септември-декември, Спас Вълев (от с. Тепава), Дашо Дашев и Цоньо Колев (от с. Брестово), Димитър Кочев (от с. Дъбрава), Димитричка Чолакова (от с. Слънчево), Кольо Тодоров (от с. Бежаново), Тодор Личев (от с. Пелишат), Асен Георгиев (от с. Владиня), Стефан Атанасов (от с. Осма Калугерово, дн. Асеновци), Кольо Бочевски (от с. Микре), Петко Ганчев (от с. Александрово).
До края на 1942 г. общият брой партизани в Ловешка околия достига 30 души, които са разделени на три бойни и организационни единици. Главната им задача е да изграждат и укрепват нелегални човешки и материални бази за развръщане на въоръжената борба. Създадени са три района – Западен, Източен и Североизточен.
В Западния район с център с. Угърчин-с. Драгана за партийната работа отговарят Петър Нешев, за ремсовата – Христо Добрев, за бойните групи – Цанко Фиденков и Цанко Патарински. През лятото на 1942 г. тук се оформя и един подрайон с център с. Радювене където организатори са Стоян Едрев и Цоко Колев.
В Източния район с център с. Брестово-с. Българене партийната работа се ръководи от Марин Пенков, ремсовата от Иван Дочев, а бойната от Винчо Христов.
В Североизточния район с център с. Крушуна-с. Смочан за партийната работа отговаря Моньо Иванов и Димитър Любенов, за ремсовата Тодор Табаков, а за бойната Драгомир Пенчовски.
Провеждат се първите бойни акциии при гара Левски, с. Брестово, с. Васильово, ж-п. линия София-Варна, с. Летница, с. Черни Осъм и с. Казачево.

### Народна бойна дружина „Чавдар“
На 1 март1943 г. се извършва първото прегрупиране на партизанските сили. Създадена е Народна бойна дружина „Чавдар“ в състав от 4 чети с командир Христо Кърпачев, политкомисар Йото Курташев. Приет е боен устав. Положена е партизанска клетва. Христо Кърпачев написва стихотворението „Чавдарци“, който е сред най-известните му произведения и получава известност в средите на партизанското движение. По него е създаден „Марш на Ловешките партизани „Чавдарци“. Музиката е заимствана и адаптирана от популярна руска песен.
Следват акциите при с. Угърчин и Ломешкото ханче. Водят се сражения и престрелки с полицейски и военни подразделения при с. Дъбрава, с. Орляне, с. Сопот, с. Брестово, с. Радювене, с. Пресяка, с. Александрово, с. Лесидрен, с. Бъркач и м. „Сливешки ливади“ където загива командира на дружината Христо Кърпачев. Издават и разпространяват нелегалните печатни издания: в-к „Младеж“, в-к „Народна борба“, в-к „Младежко дело“ и бюлетин „Народна информация“.

### Партизански отряд „Христо Кърпачев“
На 23 юли 1943 г. извършва второто прегрупиране на среща на окръжните ръководства на БРП (к) и РМС проведена в местността „Киризлика“, между с. Драгана и с. Катунец, Ловешко. Организирано е със съдействието на командира на Осма Горнооряховска въстаническа оперативна зона, Борис Копчев. Създава се Единадесета Плевенска въстаническа оперативна зона на НОВА. Народна бойна дружина „Чавдар“ прераства в Партизански отряд „Христо Кърпачев“ в състав от 3 чети. Командир е Петър Нешев, началник-щаб Дочо Съев, политкомисар Йото Курташев (заменен от Христо Добрев) и сътрудник на щаба на Единадесета Плевенска въстаническа оперативна зона Петко Патарински. Действа в Ловешко-Троянския военнооперативен район. Провеждат се акции за временно превземане на с. Голец, с. Горско Сливово, с. Баховица, с. Каленик, четвърти и шести еврейски трудов лагер при махала Киркова и Изворче, горското стопанство в местността „Смесите“, фабриките „Балевски“ и „Конройс“ край гр. Троян и с. Калейца, с. Сопот и с. Драгана. Съвместно със Свищовската чета овладява с. Червена и при завръщане в района на действие води бой в гората край с. Асеновци. Съвместно със Севлиевската чета овладява с. Петко Славейково.
Общия брой на партизаните за периода 1941 – 1944 г. е 148 бойци, ятаци-352, помагачи-1242, членове на легални бойни групи-146 души.
Правителствените сили провеждат три настъпателни офанзиви срещу партизаните. Най-тежката е есенно-зимата 1943 – 1944 г. под кодовото наименование „Аспарух“. В нея участват 34-ти пехотен троянски полк (2660 войника), IX Ловна дружина (570 полицаи и войници), военно-полицейски ескадрон (342 полицаи и войници), съставът на Ловешкото и Троянско околийски полицейски управления, въоръжена селска стража, агенти и сътрудници на полицейското и военно разузнаване. На репресии са подложени ятаците и помагачите. Водят се тежки сражения при с. Асеновци, м. „Урсел“, м. „Бероя“, м. „Мирьова река“, м. „Радювенска ялия“, м. „Бялка“, м. „Шумата“, м. „Трифонова усойна“, край с. Крушуна и с. Горско Сливово.
За периода 1941 – 1944 г. загиват 62 партизани, 91 ятаци и помагачи. Осъдени по ЗЗД-438, интернирани – 210 ятаци и помагачи.
През пролетта на 1944 г. се извършва трето прегрупиране на партизанските сили. Оцелелите партизани от първа чета са придадени към Свищовската чета. Партизанския отряд „Христо Кърпачев“ се прегрупира в две чети. Провеждат се акции за превземане на с. Терзийско, строежа на ВЕЦ „Видима“, снабдяване с оръжие от с. Дойренци. Съвместно с Партизански отряд „Васил Левски“ (Плевен) и Партизански отряд „Дунав“ атакуват с. Беглеж, с. Катунец, с. Обнова; отново четвърти и шести еврейски трудов лагер при махала Киркова, Изворче и с. Микре; с. Българене, с. Вратца (дн. Стефаново) и с. Казачево. Съвместно със Свищовската чета овладява с. Александрово.
В началото на септември 1944 г. партизанският отряд „Христо Кърпачев“ взема участие в установяване властта на ОФ в Ловешко-Троянскя край. Част от партизаните, ятаците и помагачите участват във войната срещу Германия като командири и бойци в състава на гвардейските дружини и пехотни полкове.

## Галерия
- Христо Кърпачев. Командир на Народна бойна дружина „Чавдар“
- Стаян Едрев. Началник-щаб на Единадесета плевенска въстаническа оперативна зона
- Нелегален вестник „Истина“ на Народна бойна дружина „Чавдар“, март 1943 г., редактор Христо Кърпачев
- Позив на Партизански отряд „Христо Кърпачев“, 1944 г., „Марш на партизаните“ (Чавдарци), автор Христо Кърпачев
- Позив на Партизански отряд „Христо Кърпачев“, август 1944 г., стр. 1
- Позив на Партизански отряд „Христо Кърпачев“, август 1944 г., стр. 2
- Паметник на Христо Кърпачев, местността „Сливешки ливади“, Ловеч
- Фрагмент от паметника на Христо Кърпачев, местността „Сливешки ливади“, Ловеч
- Паметник на Стоян Едрев, с. Радювене, област Ловеч
- Партизански паметник с. Старо село, област Ловеч
- Паметник посветен на боевете на 7 и 8 януари 1944 г. в местността „Радювенска ялия“ край с. Радювене, област Ловеч.
- Паметник на загинали партизани и ятаци от Партизански отряд „Христо Кърпачев“, с. Александрово, област Ловеч.